# Rychlobruslení na Zimních olympijských hrách 2010 – 10 000 metrů muži
Závod na 10 000 metrů mužů na Zimních olympijských hrách 2010 se konal v hale Richmond Olympic Oval v Richmondu dne 23. února 2010. Čeští závodníci se jej nezúčastnili.

## Výsledky
| Pořadí           | Dvojice | Dráha | Jméno                  | Země                   | Čas           | Ztráta |
| ---------------- | ------- | ----- | ---------------------- | ---------------------- | ------------- | ------ |
| Zlatá medaile    | 5       | I     | I Sung-hun             | Jižní Korea            | 12:58,55 (OR) | 0,00   |
| Stříbrná medaile | 8       | O     | Ivan Skobrev           | Rusko                  | 13:02,07      | +3,52  |
| Bronzová medaile | 7       | O     | Bob de Jong            | Nizozemsko             | 13:06,73      | +8,18  |
| 4.               | 6       | I     | Alexis Contin          | Francie                | 13:12,11      | +13,56 |
| 5.               | 7       | I     | Håvard Bøkko           | Norsko                 | 13:14,92      | +16,37 |
| 6.               | 2       | O     | Sverre Haugli          | Norsko                 | 13:18,74      | +20,19 |
| 7.               | 3       | I     | Henrik Christiansen    | Norsko                 | 13:25,65      | +27,10 |
| 8.               | 2       | I     | Jonathan Kuck          | Spojené státy americké | 13:31,78      | +33,23 |
| 9.               | 5       | O     | Arjen van der Kieft    | Nizozemsko             | 13:33,37      | +34,82 |
| 10.              | 6       | O     | Marco Weber            | Německo                | 13:35,73      | +37,18 |
| 11.              | 4       | I     | Hiroki Hirako          | Japonsko               | 13:37,56      | +39,01 |
| 12.              | 1       | I     | Ryan Bedford           | Spojené státy americké | 13:40,20      | +41,65 |
| 13.              | 4       | O     | Alexandr Rumjancev     | Rusko                  | 13:45,77      | +47,22 |
| 14.              | 3       | O     | Sebastian Druszkiewicz | Polsko                 | 13:49,31      | +49,40 |
| 98.              | 8       | I     | Sven Kramer            | Nizozemsko             | DSQ           | +99,98 |
| 99.              | 9       | Z     | Enrico Fabris          | Itálie                 | DNS           | +99,99 |